# Antiche unità di misura del dipartimento dell'Alto Adige

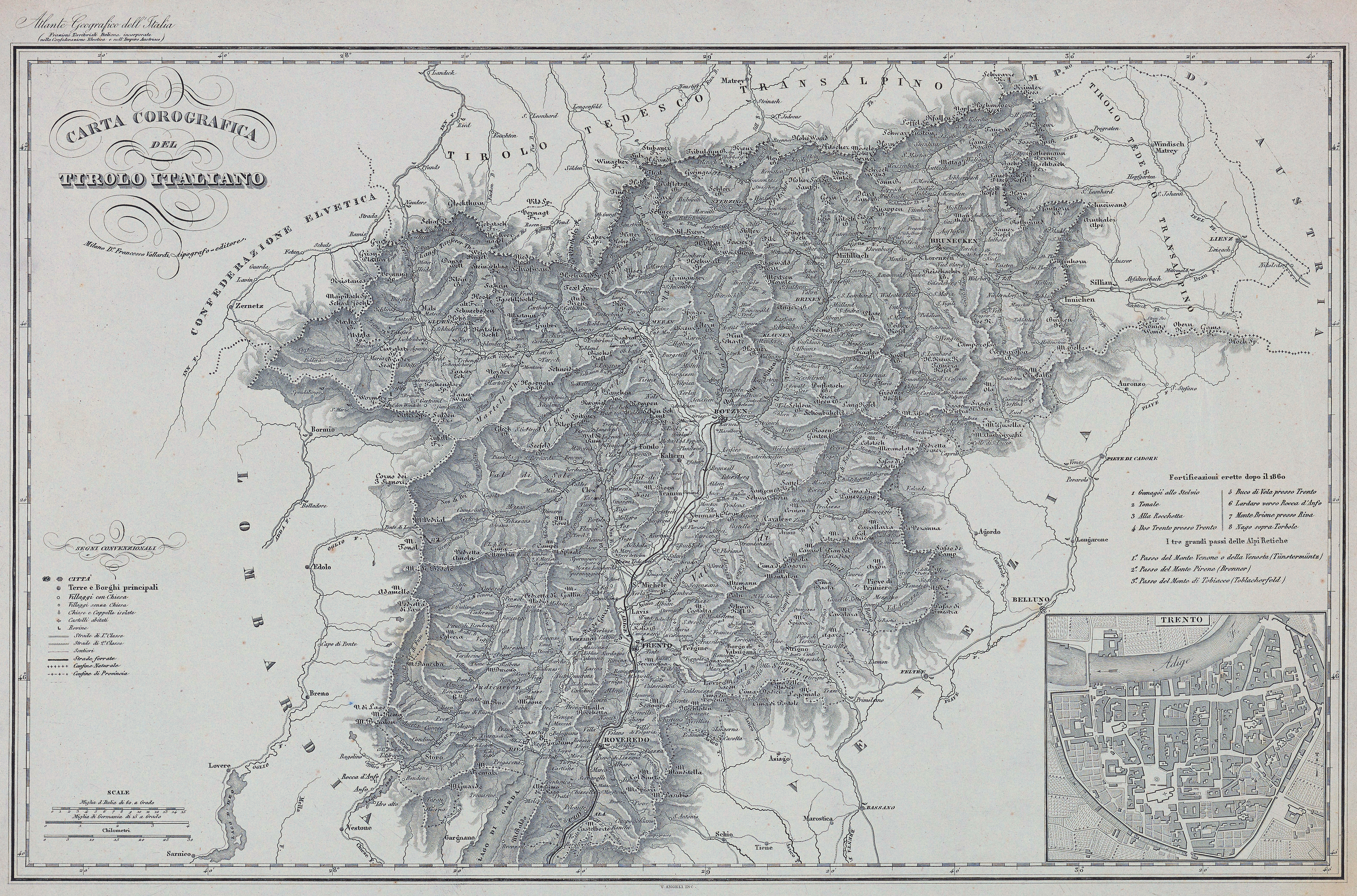
Tirolo italiano, 1870 circa

Nel 1877 i territori del Trentino-Alto Adige non erano parte del Regno d'Italia e pertanto non vennero inclusi nelle tavole ufficiali relative alle unità di misura locali.
Alcune indicazioni sono fornite dalle tavole redatte nel 1811, dopo la conquista da parte del Regno d'Italia napoleonico, per la conversione delle unità di misura del neonato dipartimento dell'Alto Adige.

## Misure di lunghezza
| Comune     | Nome                       | Valore   | Unità | Suddivisioni                               |
| ---------- | -------------------------- | -------- | ----- | ------------------------------------------ |
| Ala        | Braccio                    | 0,642449 | m     | 1 braccio = 12 once                        |
| Ala        | Pertica lineare            | 2,107119 | m     | 1 pertica = 6 piedi; 1 piede = 12 once     |
| Arco       | Braccio da seta            | 0,658000 | m     | 1 braccio = 12 once                        |
| Bolzano    | Braccio mercantile         | 0,777000 | m     | 1 braccio = 12 once                        |
| Bolzano    | Pertica lineare            | 1,896614 | m     | 1 pertica = 6 piedi; 1 piede = 12 once     |
| Brentonico | Pertica lineare            | 2,097000 | m     | 1 pertica = 6 piedi; 1 piede = 12 once     |
| Condino    | Passo lineare              | 1,868950 | m     | 1 braccio = 10 sommessi                    |
| Creto      | Passo lineare              | 1,856950 | m     | 1 braccio = 10 sommessi                    |
| Magasa     | Braccio mercantile         | 0,672550 | m     | 1 braccio = 12 once                        |
| Magasa     | Pertica lineare            | 2,828000 | m     | 1 pertica = 6 braccia; 1 braccio = 12 once |
| Mori       | Braccio da seta            | 0,653000 | m     | 1 braccio = 12 once                        |
| Pergine    | Pertica lineare            | 1,738100 | m     | 1 pertica = 6 piedi; 1 piede = 12 once     |
| Riva       | Braccio da panno           | 0,694900 | m     | 1 braccio = 12 once                        |
| Riva       | Braccio da seta            | 0,671000 | m     | 1 braccio = 12 once                        |
| Riva       | Braccio da legname         | 0,475467 | m     | 1 braccio = 12 once                        |
| Riva       | Pertica lineare            | 2,081007 | m     | 1 pertica = 6 piedi; 1 piede = 12 once     |
| Rovereto   | Braccio da panno e da tela | 0,699000 | m     | 1 braccio = 12 once                        |
| Rovereto   | Braccio da seta            | 0,642900 | m     | 1 braccio = 12 once                        |
| Stenico    | Braccio mercantile         | 0,744750 | m     | 1 braccio = 12 once                        |
| Stenico    | Passo lineare              | 1,865004 | m     | 1 passo = 10 sommessi                      |
| Storo      | Passo lineare              | 1,743400 | m     | 1 passo = 10 sommessi                      |
| Trento     | Braccio da panno e da tela | 0,702373 | m     | 1 braccio = 12 once                        |
| Trento     | Braccio da seta            | 0,630750 | m     | 1 braccio = 12 once                        |
| Trento     | Passo lineare              | 1,659537 | m     | 1 passo = 5 piedi; 1 piede = 12 once       |

## Misure di superficie
| Comune     | Nome             | Valore    | Unità | Suddivisioni                             |
| ---------- | ---------------- | --------- | ----- | ---------------------------------------- |
| Ala        | Pertica quadrata | 4,4399490 | m²    |                                          |
| Bolzano    | Pertica quadrata | 3,5971453 | m²    |                                          |
| Brentonico | Pertica quadrata | 4,3974090 | m²    |                                          |
| Condino    | Passo quadrato   | 3,4929741 | m²    | 1 passo quadrato = 100 sommessi quadrati |
| Creto      | Passo quadrato   | 3,4482633 | m²    | 1 passo quadrato = 100 sommessi quadrati |
| Magasa     | Pertica quadrata | 7,9975840 | m²    |                                          |
| Pergine    | Pertica quadrata | 3,0209916 | m²    |                                          |
| Riva       | Pertica quadrata | 4,3305911 | m²    |                                          |
| Stenico    | Passo quadrato   | 3,4782397 | m²    | 1 passo quadrato = 100 sommessi quadrati |
| Storo      | Passo quadrato   | 3,0394436 | m²    | 1 passo quadrato = 100 sommessi quadrati |
| Trento     | Staio agrario    | 845,69621 | m²    | 1 staio = 180 pertiche quadrate          |
| Trento     | Passo quadrato   | 2,7540644 | m²    |                                          |

### Documentazione
Nel 1950 per le province di Bolzano e di Trento vennero censite le unità di misura locali per le superfici agrarie.
L'unità fondamentale era la pertica (o Klafter) con diversi valori locali compresi tra 3,59 m² e 3,60 m².
Suddivisioni per Bolzano
- Giornata vecchia (altes Tagmahd) = 802,5 pertiche
- Staro (Starland) = 200,125 pertiche
- Graber nuovo (neuer Graber) = 150 pertiche
- Pertica (Klafter) = 3,5967 m²

Per la staro (Star) erano però indicati valori diversi in altre località; quello più frequente è di 200,625 pertiche, cioè un quarto di giornata vecchia.
Suddivisioni per Trieste
- Pertica = 36 piedi = 3,59 m²
- Piede = 144 once

Ulteriori suddivisioni utilizzate in diversi luoghi
- Miglio = 1000 iugeri
- Iugero (Joch) = 2 tomi = 1600 pertiche
- Tomo = 4 staia
- Staro (Star o Starland) = 200 pertiche
- Pertica = 36 piedi
- Piede = 144 pollici
- Pollice = 144 linee

## Misure di capacità per gli aridi
| Comune     | Nome              | Valore   | Unità | Suddivisioni                            |
| ---------- | ----------------- | -------- | ----- | --------------------------------------- |
| Ala        | Soma              | 156,1050 | L     | 1 soma= 4 minali; 1 minale = 4 quarti   |
| Arco       | Soma              | 152,0911 | L     | 1 soma = 20 staia; 1 staio = 4 quarti   |
| Bolzano    | Moggio            | 60,8364  | L     | 1 moggio = 108 sestine                  |
| Brentonico | Soma              | 154,8590 | L     | 1 soma = 8 staia; 1 staio = 4 quarti    |
| Caldonazzo | Soma              | 193,4674 | L     | 1 soma = 8 staia; 1 staio = 16 minelli  |
| Condino    | Soma              | 174,3060 | L     | 1 soma = 12 staia; 1 staio = 4 quarti   |
| Creto      | Soma              | 162,2640 | L     | 1 soma = 15 staia; 1 staio = 4 quarti   |
| Magasa     | Soma              | 162,8976 | L     | 1 soma = 12 staia; 1 staio = 4 quarti   |
| Mori       | Soma              | 173,6928 | L     | 1 soma = 12 baccede                     |
| Nago       | Soma              | 152,0911 | L     | 1 soma = 10 staia; 1 staio = 4 quarti   |
| Pergine    | Staio             | 25,7807  | L     | 1 staio = 16 minelli                    |
| Riva       | Soma              | 160,8496 | L     | 1 soma = 16 staia; 1 staio = 4 quarti   |
| Rovereto   | Soma              | 152,0911 | L     | 1 soma = 10 staia; 1 staio = 27 sestine |
| Stenico    | Soma              | 174,3060 | L     | 1 soma = 20 staia; 1 staio = 4 quarte   |
| Tiarno     | Soma              | 159,0160 | L     | 1 soma = 20 staia; 1 staio = 4 quarti   |
| Trento     | Soma              | 169,2840 | L     | 1 soma = 8 staia; 1 staio = 16 minelli  |
| Villa      | Soma              | 160,7503 | L     | 1 soma = 6 staia; 1 staio = 4 quarti    |
| Villa      | Staio per livelli | 27,2268  | L     | 1 staio = 4 quarti                      |

## Misure di capacità per i liquidi
| Comune     | Nome           | Valore   | Unità | Suddivisioni          |
| ---------- | -------------- | -------- | ----- | --------------------- |
| Ala        | Brenta         | 71,0332  | L     | 1 brenta = 54 mosse   |
| Bolzano    | Emero          | 56,5735  | L     | 1 emero = 40 mosse    |
| Brentonico | Brenta         | 106,5497 | L     | 1 brenta = 108 mosse  |
| Caldonazzo | Congiale       | 47,0974  | L     | 1 congiale = 36 mosse |
| Magasa     | Zerla          | 49,7427  | L     | 1 zerla = 72 boccali  |
| Mori       | Brenta         | 118,8043 | L     | 1 brenta = 108 mosse  |
| Pergine    | Congiale       | 45,4353  | L     | 1 congiale = 36 mosse |
| Riva       | Brenta         | 117,7436 | L     | 1 brenta = 90 mosse   |
| Stenico    | Brenta grande  | 117,7436 | L     | 1 brenta = 108 mosse  |
| Stenico    | Brenta piccola | 104,6610 | L     | 1 brenta = 96 mosse   |
| Tiarno     | Brenta         | 114,5613 | L     | 1 brenta = 81 mosse   |
| Trento     | Brenta         | 104,6610 | L     | 1 brenta = 100 mosse  |
| Trento     | Orna           | 78,4957  | L     | 1 orna = 75 mosse     |
| Villa      | Brenta         | 109,0746 | L     | 1 brenta = 108 mosse  |

## Pesi
| Comune     | Nome                | Valore   | Unità | Suddivisioni                           |
| ---------- | ------------------- | -------- | ----- | -------------------------------------- |
| Ala        | Libbra              | 332,6017 | g     | 1 libbra = 12 once                     |
| Arco       | Libbra              | 328,4589 | g     | 1 libbra = 12 once                     |
| Bolzano    | Libbra mercantile   | 560,0120 | g     | 1 libbra = 32 loti; 1 loto = 4 quarti  |
| Bolzano    | Marco               | 280,6    | g     | 1 marco = 16 loti; 1 loto = 16 denari  |
| Brentonico | Libbra              | 329,9972 | g     | 1 libbra = 12 once                     |
| Magasa     | Libbra              | 320,8123 | g     | 1 libbra = 12 once                     |
| Pergine    | Libbra grossa       | 517,6544 | g     | 1 libbra = 12 once                     |
| Riva       | Libbra              | 329,4690 | g     | 1 libbra = 12 once                     |
| Rovereto   | Libbra da seta      | 331,9976 | g     | 1 libbra = 12 once                     |
| Stenico    | Libbra              | 356,9615 | g     | 1 libbra = 12 once                     |
| Trento     | Libbra              | 336,2555 | g     | 1 libbra = 12 once; 1 oncia = 8 ottavi |
| Trento     | Oncia degli orefici | 31,5425  | g     | 1 oncia = 16 sedicesimi                |